# Ла-Рошбокур-э-Аржантин
Ла-Рошбоку́р-э-Аржанти́н (фр. La Rochebeaucourt-et-Argentine) — коммуна во Франции, находится в регионе Аквитания. Департамент — Дордонь. Входит в состав кантона Брантом. Округ коммуны — Нонтрон.
Код INSEE коммуны — 24353.

## География

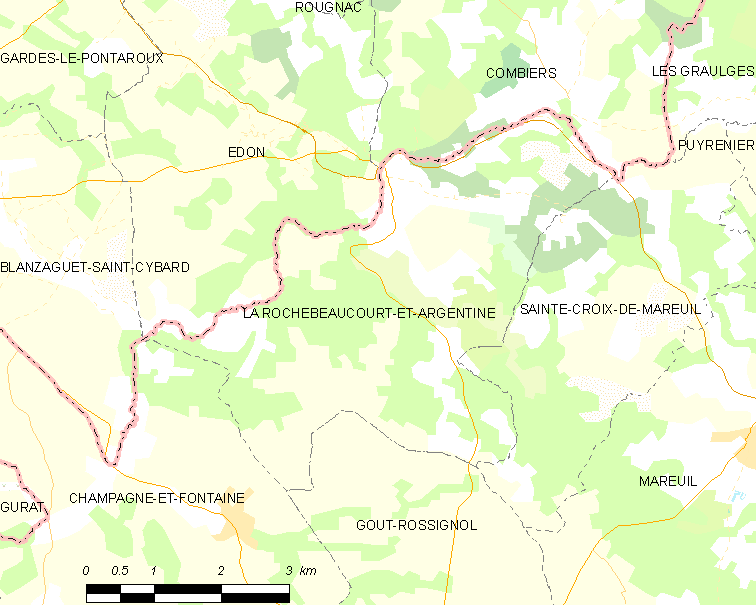
Карта коммуны

Коммуна расположена приблизительно в 410 км к югу от Парижа, в 105 км северо-восточнее Бордо, в 45 км к северо-западу от Перигё.
На северо-западе коммуны протекает река Низон.

### Климат
Климат умеренный океанический со средним уровнем осадков, которые выпадают преимущественно зимой. Лето здесь долгое и тёплое, однако также довольно влажное, здесь не бывает регулярных периодов летней засухи. Средняя температура января — 5 °C, июля — 18 °C. Изредка вследствие стечения неблагоприятных погодных условий может наблюдаться непродолжительная засуха или случаются поздние заморозки. Климат меняется очень часто, как в течение сезона, так и год от года.

## Население
Население коммуны на 2010 год составляло 395 человек.
| 1962 | 1968 | 1975 | 1982 | 1990 | 1999 | 2010 |
| ---- | ---- | ---- | ---- | ---- | ---- | ---- |
| 479  | 459  | 408  | 411  | 424  | 397  | 395  |

## Администрация
| Период | Период | Фамилия          | Партия       | Примечания      |
| ------ | ------ | ---------------- | ------------ | --------------- |
| 1971   | 2008   | Ив Руссо         |              |                 |
| 2008   | 2014   | Жан-Ноэль Лефран | беспартийный | инженер-агроном |
| 2014   | 2020   | Мишель Бодвези   |              |                 |

## Экономика
В 2010 году среди 234 человек трудоспособного возраста (15-64 лет) 150 были экономически активными, 84 — неактивными (показатель активности — 64,1 %, в 1999 году было 65,0 %). Из 150 активных жителей работали 134 человека (77 мужчин и 57 женщин), безработных было 16 (9 мужчин и 7 женщин). Среди 84 неактивных 21 человек были учениками или студентами, 37 — пенсионерами, 26 были неактивными по другим причинам.

## Достопримечательности
- Церковь Св. Мартина (XI век). Исторический памятник с 1974 года[9]
- Церковь Св. Феодора (XII век). Исторический памятник с 1923 года[10]
- Замок Ластери
- Замок Фьё
- Пещера Фадет

## Фотогалерея

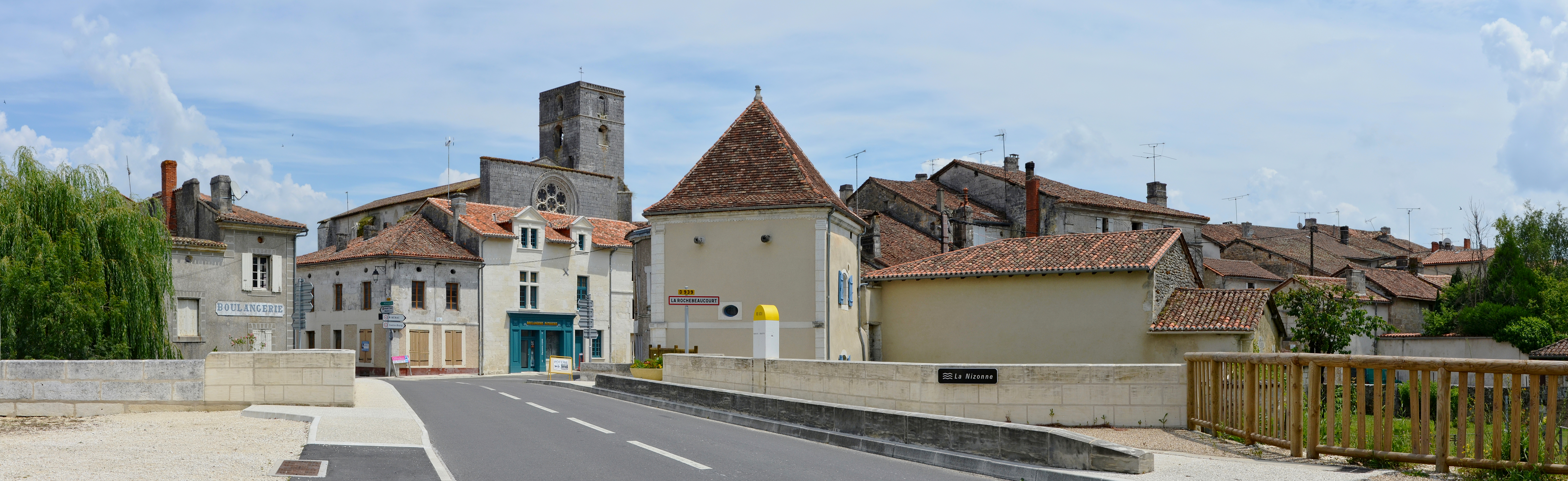
Ла-Рошбокур-э-Аржантин
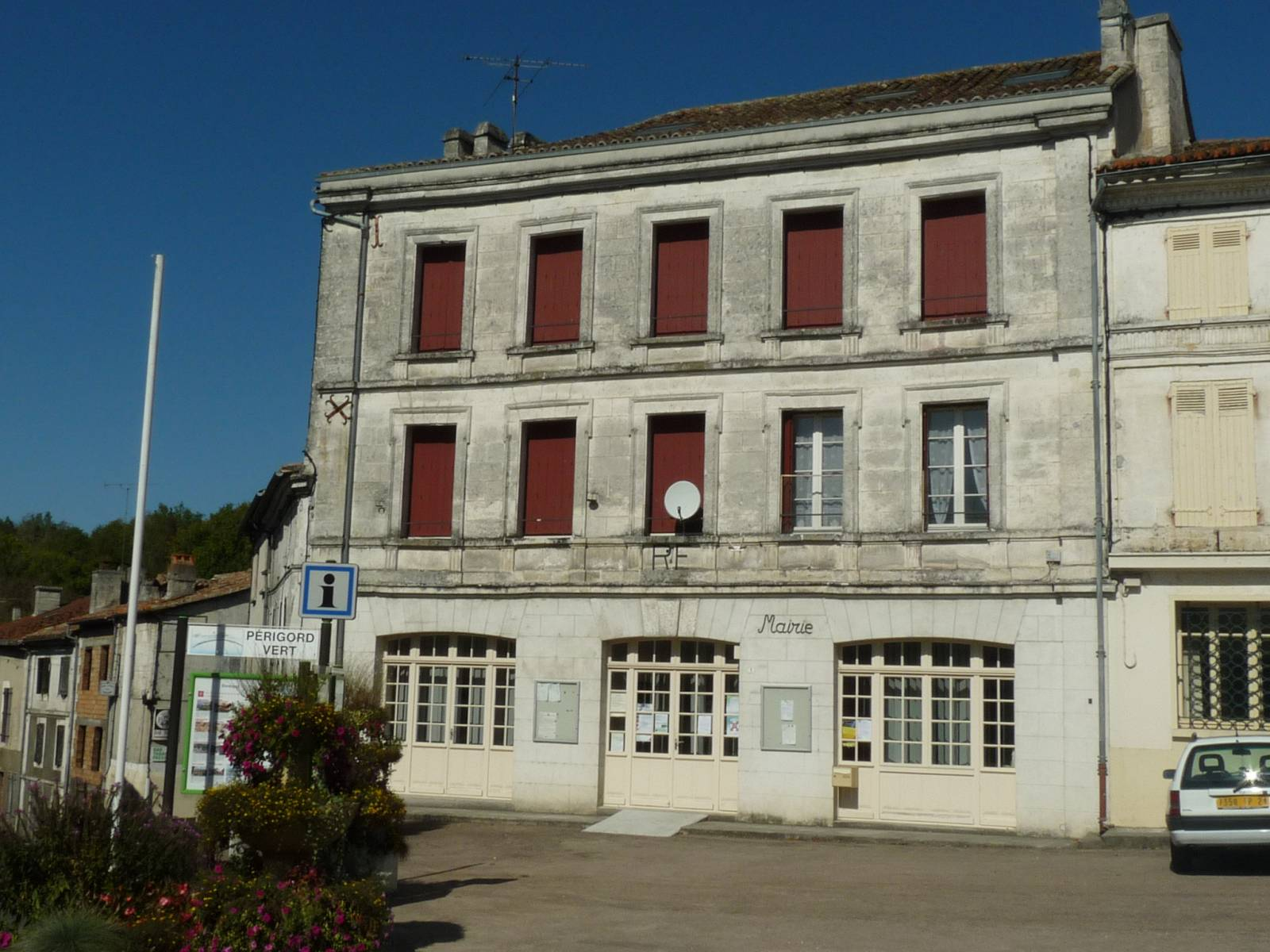
Мэрия
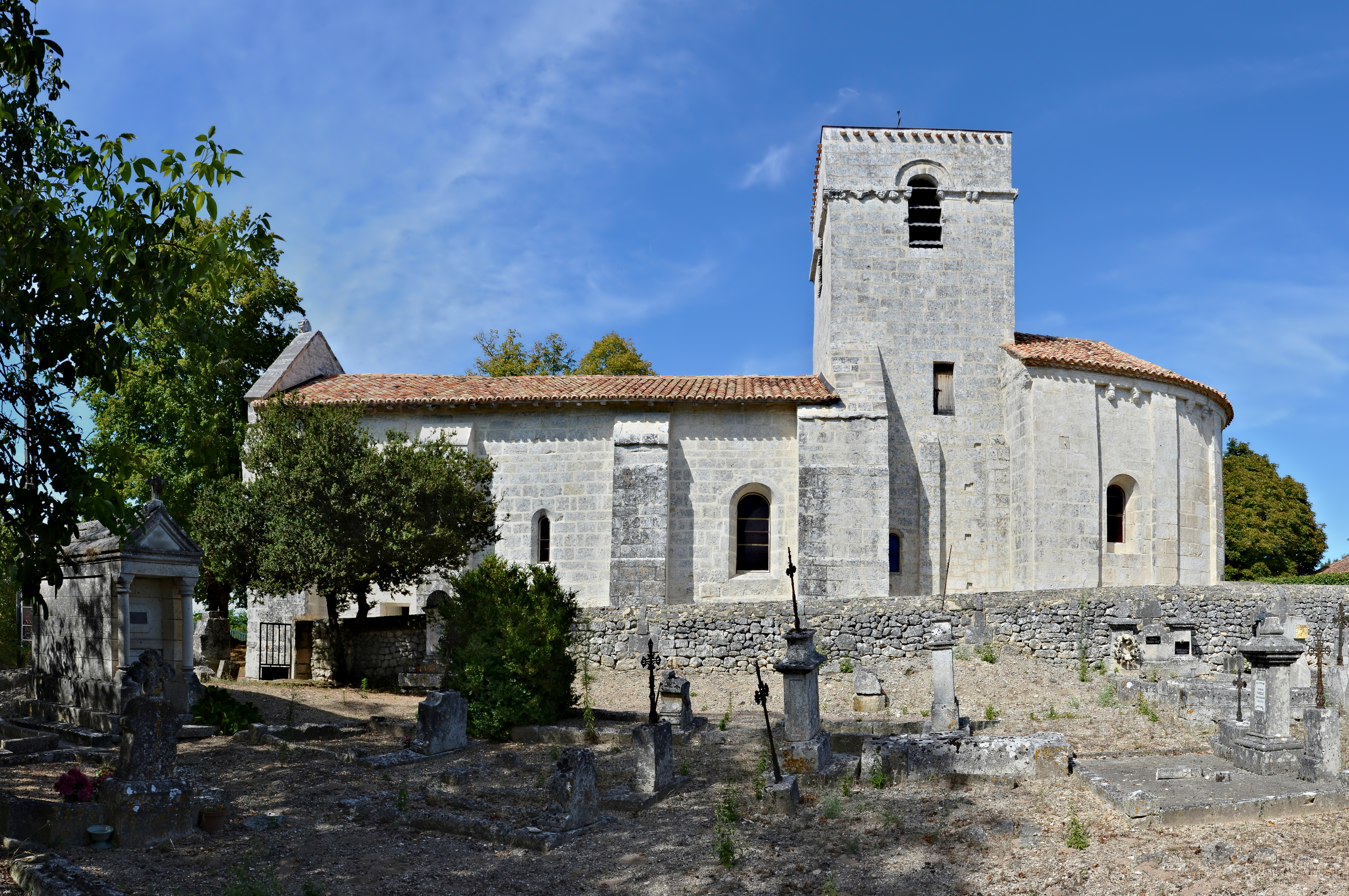
Церковь Св. Мартина
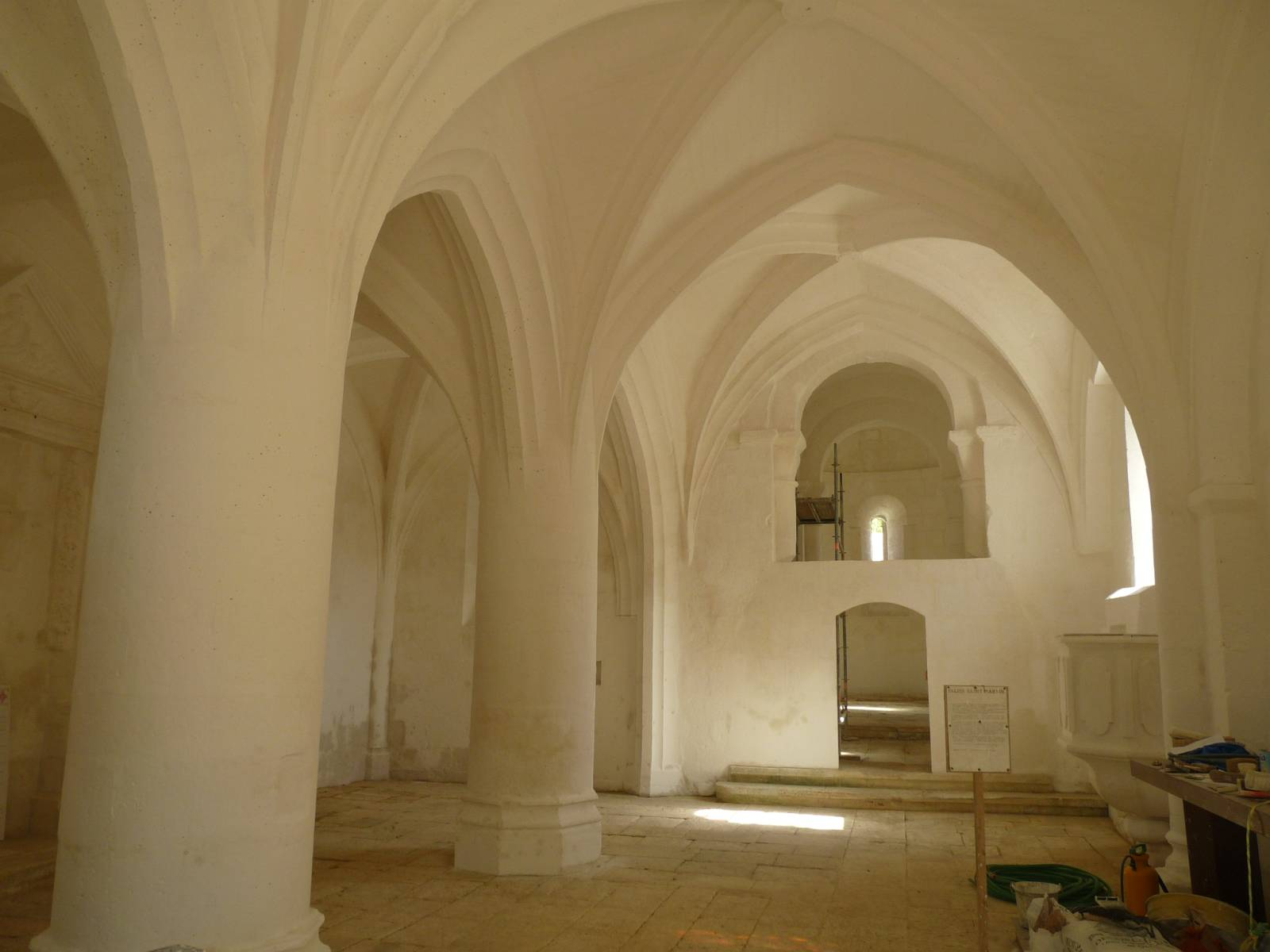
Интерьер церкви Св. Мартина
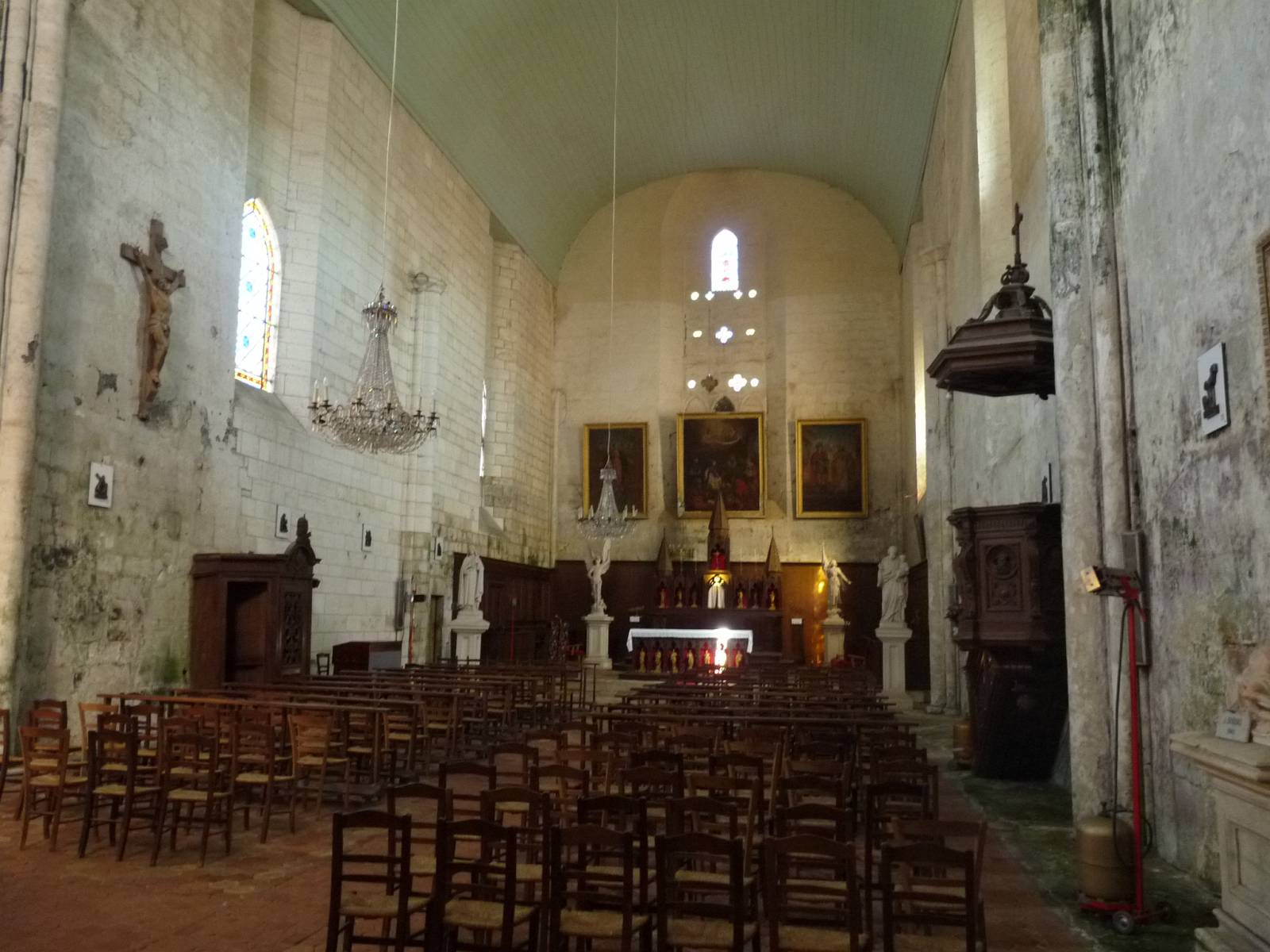
Интерьер церкви Св. Феодора
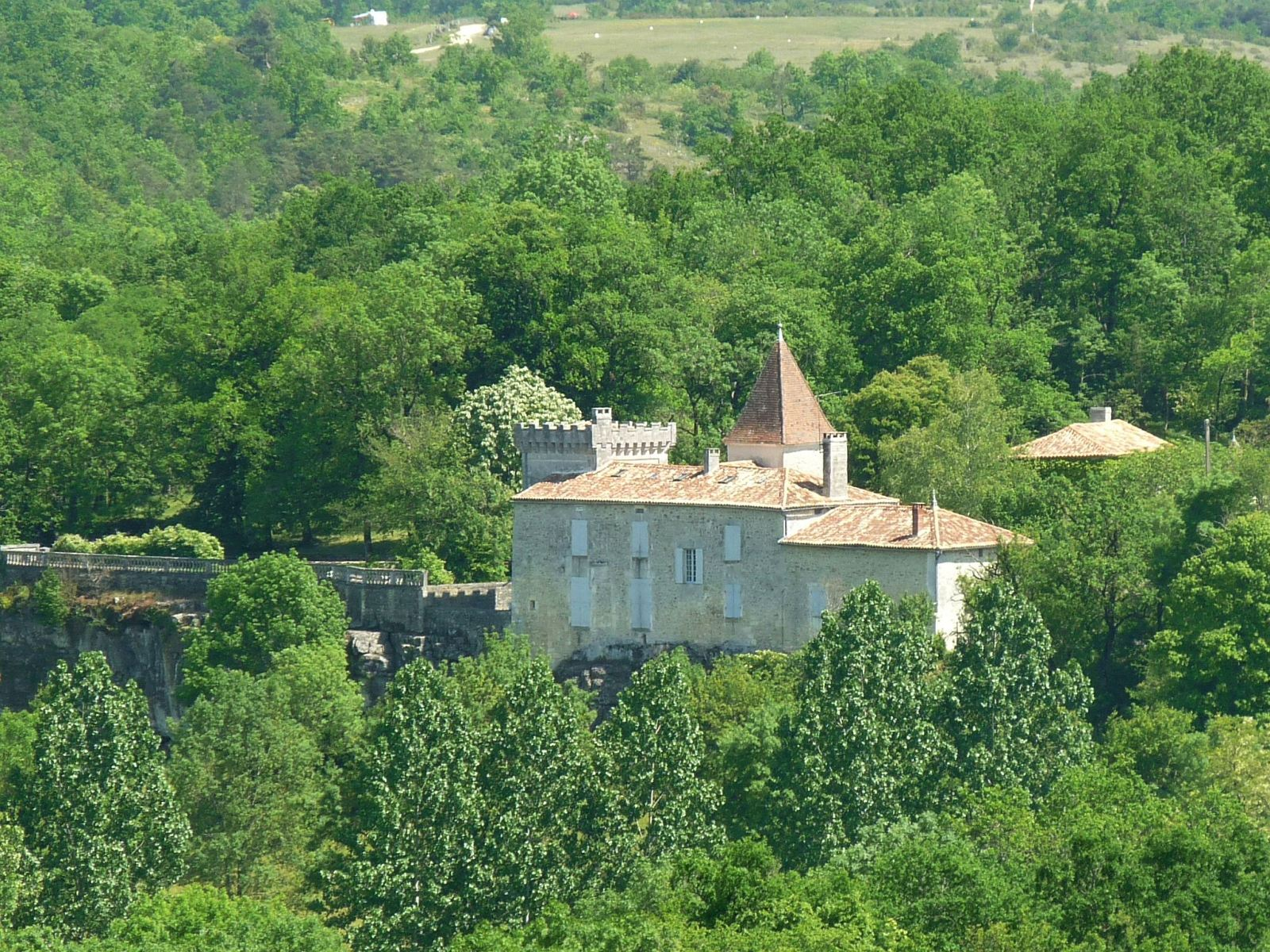
Замок Фьё
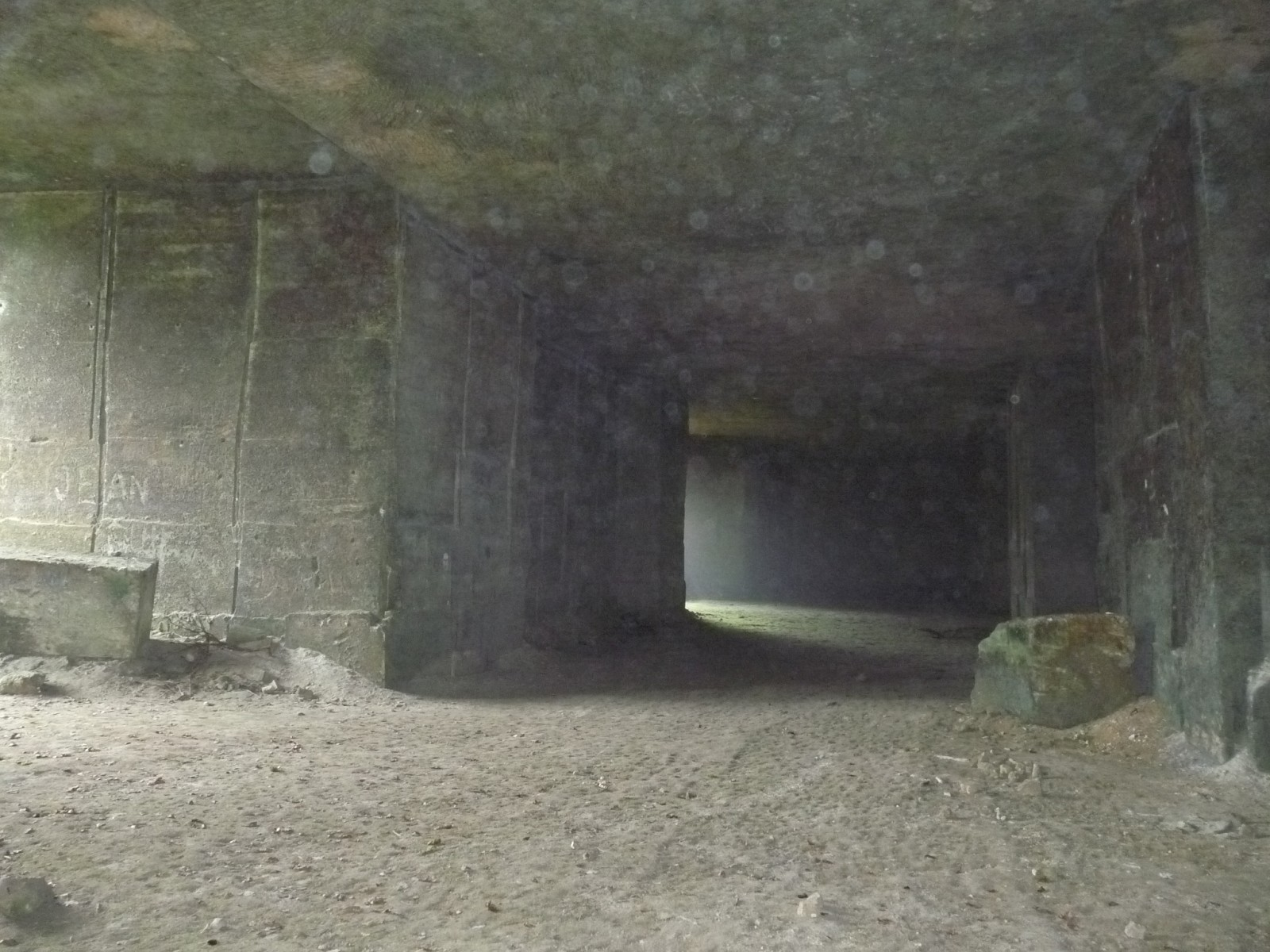
Старый известняковый карьер
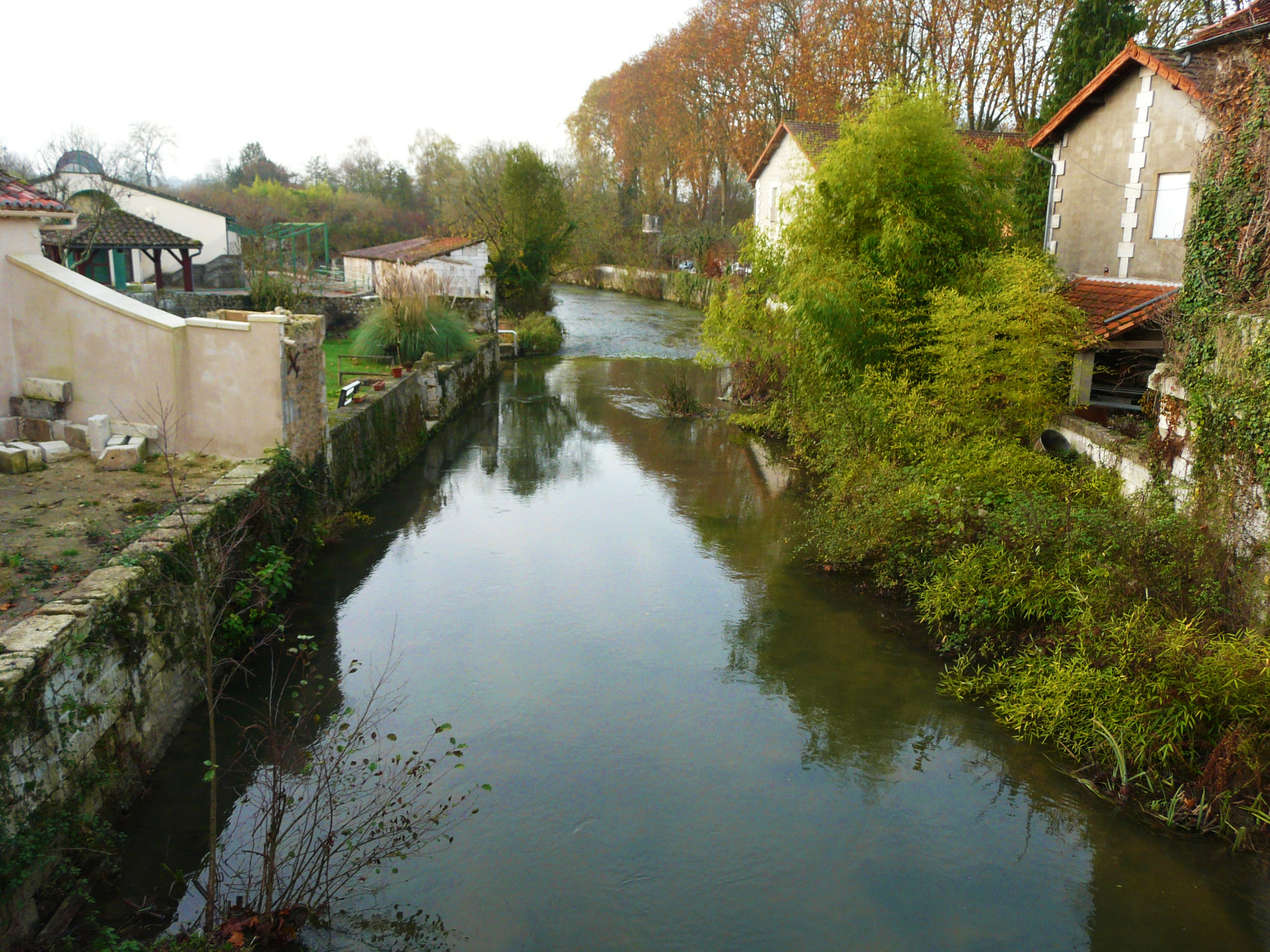
Река Низон